# St Minver
St Minver (Sen Menvra en cornique) est un village des Cornouailles, en Angleterre. Il est administrativement divisé en deux paroisses civiles, St Minver Highlands (nord-est) et St Minver Lowlands (sud-ouest). Au moment du recensement de 2011, elles comptaient respectivement 968 et 1 271 habitants.
Le village est situé à l'embouchure de la Camel, sur la côte nord des Cornouailles. Il doit son nom à Minver (Menefrida), une sainte galloise, fille de Brychan. L'église du village lui est consacrée. La paroisse civile compte deux autres églises, dédiées à saint Enodoc et à saint Michel.